# Fortis et fidelis
«Fortis et fidelis» o «fidelis et fortis» es un oración en latín que en español se traduce como ‘fuerte y fiel’. En la actualidad la frase es utilizada con el significado que algo es valiente y leal. Proviene de un extracto de la Biblia.  

Et scies, quia Dominus Deus tuus, ipse est fortis et fidelis, custodiens pactum el misericordiam diligentibus se, et his qui custodiunt præcepta ejus in mille generationes
Y sabrás que el señor dios tuyo, él mismo es el Dios fuerte y fiel, que guarda el pacto y misericordia con los que le aman, y con aquellos que observan sus preceptos hasta mil generaciones.
Dt 9:7

## Uso como lema
- Zamora de Hidalgo, localidad en el Estado de Michoacán (México).
- Zamora, municipio del Estado de Michoacán (México).

## Uso en banderas

## Uso en escudos

Escudo de Ronda
Escudo de Zamora de Hidalgo